# رايو بييرويا
رايو بييرويا (بالإستونية: Raio Piiroja)‏ (مواليد 11 يوليو 1979م في بارنو) لاعب كرة قدم إستوني دولي يلعب في مركز خط الدفاع. يلعب حاليا لصالح نادي فريدريكستاد النرويجي منذ 2004م.

## روابط خارجية
- رايو بييرويا على موقع الاتحاد الدولي (مؤرشف)  (الإنجليزية)
- رايو بييرويا على موقع الاتحاد الأوربي (الإنجليزية)
- رايو بييرويا على موقع اتحاد إستونيا (الإنجليزية)
- رايو بييرويا على موقع قاعدة بيانات كرة القدم.إي يو (الإنجليزية)
- رايو بييرويا على موقع ناشيونال فوتبول تيمز (الإنجليزية)
- رايو بييرويا على موقع Soccerway.com (الإنجليزية)
- رايو بييرويا على موقع عالم كرة القدم.نت (الإنجليزية)